# Чайові
Чайові́, "на чай" — гроші, що видаються обслуговчому персоналу готелів, закладів громадського харчування, понад плату за рахунком.

## В різних країнах
- У Франції вважається гарним тоном залишати 10 % чайових
- У США вважається гарним тоном залишати до 20-25 % чайових, в залежності від місця обслуговування
- На Кубі та в Північній Кореї чайові розцінюються як злочин та приниження
- У Таїланді чайові тотожні з милостинею
- В Австралії та Новій Зеландії чайові — образа